# Charles Somerset (1er comte de Worcester)
Charles Somerset, 1er comte de Worcester, (c. 1460-15 mars 1526) est un noble et homme politique anglais. Il est le fils bâtard légitimé de Henri Beaufort (2e duc de Somerset) et de sa maîtresse Joan Hill.

## Biographie
Il est né vers 1460, fils illégitime d'Henri Beaufort (2e duc de Somerset) et de sa maîtresse Joan Hill.
Il est investi chevalier de la Jarretière vers 1496. Lors de son mariage en 1492, il est nommé baron Herbert du droit de sa femme, et en 1506, il est créé baron Herbert de Ragland, Chepstow et Gower. Le 1er février 1514, il est créé comte de Worcester et est nommé à un moment donné lord chambellan de la maison du roi Henri VIII. En tant que Lord chambellan, Somerset est en grande partie responsable des préparatifs du Camp du Drap d'Or en 1520.

## Mariages et enfants
Il se marie trois fois, bien que son second mariage soit incertain :
- Le 2 juin 1492, à Elizabeth Herbert, 3e baronne Herbert (morte avant mars 1513), fille de William Herbert (2e comte de Pembroke), 2e baron Herbert, au droit duquel il est créé Lord Herbert[1]. D'Elizabeth Herbert, il a les enfants suivants :
  - Henry Somerset (2e comte de Worcester)[4] fils unique et héritier
  - Elizabeth Somerset, sa fille unique, épouse successivement de John Savage et William Brereton.
- Elizabeth West, fille de Thomas West (8e baron De La Warr). Son mariage supposé avec Elizabeth West, cependant, peut être une erreur commise par Dugdale, répétée par des écrivains ultérieurs[5]. Par Elizabeth West, il aurait eu les enfants suivants :
  - Charles Somerset
  - George Somerset
  - Mary Somerset de Worcester, épouse successivement de William Grey (13e baron Grey de Wilton) et Robert Carre.
- Eleanor Sutton, fille d'Edward Sutton, 2e Lord Dudley[1].

Somerset meurt le 15 mars 1526 et est enterré avec sa première femme à la chapelle St George du château de Windsor.